# T細胞受容体
T細胞受容体（ティーさいぼうじゅようたい）、以下TCR (T cell receptor) とはT細胞の細胞膜上に発現している抗原受容体分子である。構造的にB細胞の産生する抗体のFabフラグメントと非常に類似しており、MHC分子に結合した抗原分子を認識する。成熟T細胞の持つTCR遺伝子は遺伝子再編成を経ているため、一個体は多様性に富んだTCRを持ち、様々な抗原を認識することができる。

## 構造

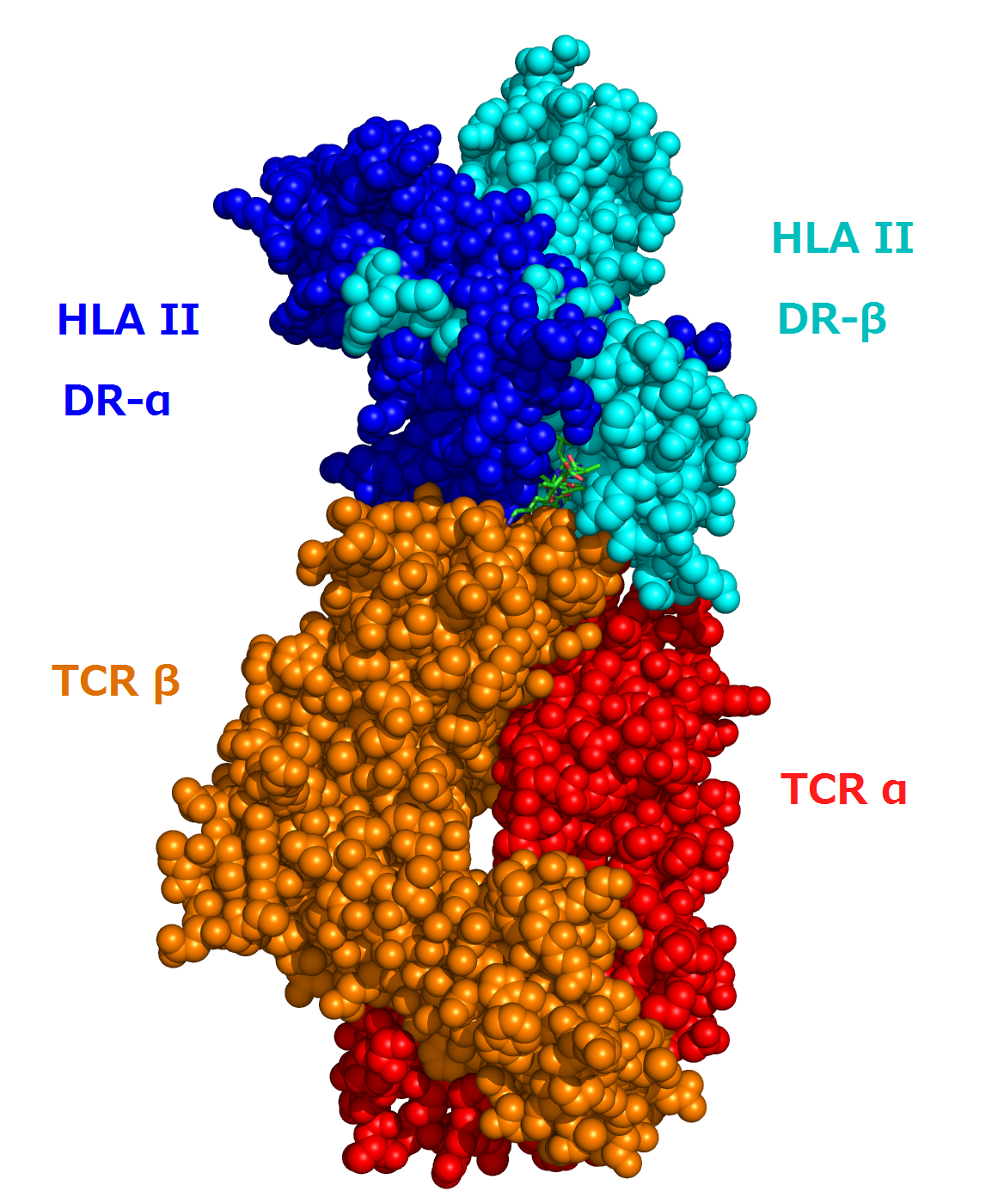
TCRとHLA class IIの結晶構造。
赤色がTCRのα鎖で、橙色がTCRのβ鎖である。

TCRはα鎖とβ鎖、あるいはγ鎖とδ鎖の二量体から構成される。前者の組み合わせからなるTCRをαβTCR、後者の組み合わせからなるTCRをγδTCRと呼び、それぞれのTCRを持つT細胞はαβT細胞、γδT細胞と呼ばれる。TCRはさらに細胞膜に存在する不可変なCD3分子と結合し複合体を形成する。CD3は細胞内領域にITAM (immunoreceptor tyrosine-based activation motif) と呼ばれるアミノ酸配列を持ち、このモチーフが細胞内のシグナル伝達に関与する。
それぞれのTCR鎖は可変部 (V) と定常部 (C) から構成され、定常部は細胞膜を貫通して短い細胞質部分を持つ。可変部は細胞外に存在して、抗原-MHC複合体と結合する。可変部には超可変部、あるいは相補性決定領域 (CDR) と呼ばれる領域が3つ存在し、この領域が抗原-MHC複合体と結合する。3つのCDRはそれぞれCDR1、CDR2、CDR3と呼ばれるが、TCRの場合、この内CDR1とCDR2はMHCと結合し、CDR3が抗原と結合すると考えられている。
TCRは免疫グロブリンスーパーファミリーに属するタンパク質であり、上記のような構造は抗体のそれと非常によく似ているが、抗体と異なり、細胞外に分泌されることはない。

## TCRの発現

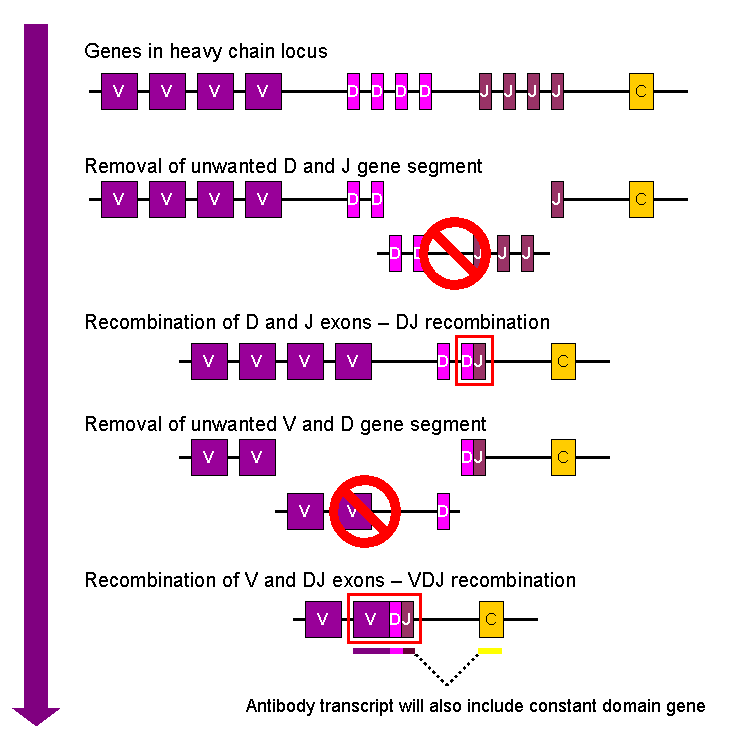
免疫グロブリン重鎖の V(D)J 再編成の概観

TCRの構成は免疫グロブリンとして知られるB細胞受容体の過程と似ている。αβTCRの遺伝子再編成ではまず、β鎖のVDJ再編成が行われ、続いてα鎖のVJ再編成が行われる。α鎖の再編成が行われる際にδ鎖の遺伝子は染色体上から欠失するため、αβTCRを持つT細胞がγδTCRを同時に持つことはない。逆にγδTCRを持つT細胞ではこのTCRを介したシグナルがβ鎖の発現を抑制するため、γδTCRを持つT細胞がαβTCRを同時に持つこともない。
遺伝子再編成についてはV(D)J遺伝子再構成参照。
遺伝子再編成はB細胞の場合と同様にリコンビナーゼであるRAG-1とRAG-2に依存している。またターミナルデオキシヌクレオチジルトランスフェラーゼ (TdT) は遺伝子再編成において生じる遺伝子断片接合部にN-ヌクレオチドをランダムに挿入することでTCRの多様性形成に寄与する。これらのメカニズムにより1個体が持つTCRの多様性の総数は計算上1018を超える。ただし、免疫グロブリンと異なり、TCR遺伝子の場合は体細胞高頻度突然変異は生じない。また、TdTによるN-ヌクレオチドの挿入の結果生じる多様性の拡大はCDR3のみに影響するため、TCRでは多様性がCDR3に集中する。これはCDR3をコードする領域のみが遺伝子断片の接合部を含むためである。

## 機能
TCRの役割は抗原認識である。CD4陽性細胞（Th細胞）の場合、特異的な抗原がTCRと結合すると、CD4に結合するLckがCD3のITAMをリン酸化し、これが起点となって細胞内にシグナルが伝達される。ナイーブT細胞は活性化するが、この時にTh細胞は補助刺激因子の存在を必要とする。この補助刺激因子はB7と呼ばれる分子で、TCRが抗原と結合した状態でさらにB7がT細胞上のCD28と結合すると、Th細胞は活性化に導かれる。補助刺激因子が存在しない場合、CD4陽性T細胞は不活化する（これをアネルギーという）。
αβT細胞はMHC上に存在するペプチドしか認識できない。また、別の個体のMHC上のペプチドは認識できない。これをMHC拘束性という。一方で一部には非MHC拘束性のT細胞が存在し、これはナチュラルキラーT細胞（NKT細胞）と呼ばれる。NKT細胞の持つTCRはMHC上の抗原ではなく、CD1（特にCD1d）上の脂質抗原を抗原特異的に認識する。また、γδT細胞は抗原提示細胞やMHCの介在なしに一部の抗原と直接反応する。
補助刺激分子の存在下でTCRと抗原が結合すると、ナイーブT細胞の活性化が起きる。活性化したT細胞は細胞増殖やIL-2などのサイトカインの産生、細胞傷害作用といった機能を発揮できるようになる。細菌の毒素やウイルス感染細胞で産生される、ある種の物質はMHC IIと結合して、特定のサブファミリーに属するTCRを非特異的に活性化する。この抗原をスーパー抗原と呼び、T細胞を過剰に活性化するため、発熱、発疹、ショックなどの症状を引き起こす。